# Vierschansentoernooi 2022
Het Vierschansentoernooi 2022 is de 70e editie van het schansspringtoernooi dat traditioneel rond de jaarwisseling wordt georganiseerd. Het toernooi gaat van start op 28 december 2021 met de kwalificatie in Oberstdorf en eindigde op 6 januari 2022 met de afsluitende wedstrijd in Bischofshofen. De schansspringer die over de vier wedstrijden de meeste punten verzamelt, is de winnaar van het Vierschansentoernooi. Alle wedstrijden tellen ook mee voor de individuele wereldbeker.
Het toernooi werd gewonnen door de Japanner Ryoyu Kobayashi, die op de laatste wedstrijd in Bischofshofen na elke wedstrijd heeft gewonnen.

## Programma
| Datum      | Tijd  | Plaats                  | Schans                                                        | Schansrecord | Detail       |
| ---------- | ----- | ----------------------- | ------------------------------------------------------------- | ------------ | ------------ |
| 28/12/2021 | 16:30 | Oberstdorf              | Schattenbergschanze (HS 137)                                  | 143,5 m      | Kwalificatie |
| 29/12/2021 | 16:30 | Oberstdorf              | Schattenbergschanze (HS 137)                                  | 143,5 m      | Wedstrijd    |
| 31/12/2021 | 14:00 | Garmisch-Partenkirchen  | Große Olympiaschanze (HS 142)                                 | 143,5 m      | Kwalificatie |
| 01/01/2022 | 14:00 | Garmisch-Partenkirchen  | Große Olympiaschanze (HS 142)                                 | 143,5 m      | Wedstrijd    |
| 03/01/2022 | 13:30 | Innsbruck Bischofshofen | Bergisel-Schanze (HS 130) Paul-Ausserleitner-Schanze (HS 140) | 138 m        | Kwalificatie |
| 04/01/2022 | 13:30 | Innsbruck Bischofshofen | Bergisel-Schanze (HS 130) Paul-Ausserleitner-Schanze (HS 140) | 138 m        | Wedstrijd    |
| 05/01/2022 | 17:15 | Bischofshofen           | Paul-Ausserleitner-Schanze (HS 142)                           | 145 m        | Kwalificatie |
| 06/01/2022 | 17:30 | Bischofshofen           | Paul-Ausserleitner-Schanze (HS 142)                           | 145 m        | Wedstrijd    |

## Resultaten

### Oberstdorf
| Uitslag | Uitslag               | Uitslag | Uitslag           | Uitslag | Uitslag |
| #       | Naam                  | Land    | Sprongen          | Punten  |         |
| ------- | --------------------- | ------- | ----------------- | ------- | ------- |
| 1       | Ryoyu Kobayashi       | JPN     | 128,5 m – 141,0 m | 302,0   |         |
| 2       | Halvor Egner Granerud | NOR     | 132,0 m – 133,0 m | 299,2   |         |
| 3       | Robert Johansson      | NOR     | 135,5 m – 131,0 m | 298,6   |         |
| 4       | Marius Lindvik        | NOR     | 129,5 m – 137,5 m | 296,3   |         |
| 5       | Karl Geiger           | GER     | 131,5 m – 131,0 m | 295,9   |         |
| 6       | Lovro Kos             | SLO     | 126,5 m – 139,0 m | 289,5   |         |
| 7       | Markus Eisenbichler   | GER     | 129,5 m – 132,5 m | 281,1   |         |
| 8       | Daniel Huber          | AUT     | 129,0 m – 126,5 m | 269,0   |         |
| 9       | Stephan Leyhe         | GER     | 124,5 m – 125,0 m | 266,8   |         |
| 10      | Gregor Deschwanden    | SUI     | 129,0 m – 122,5 m | 262,6   |         |

| Klassement | Klassement            | Klassement | Klassement |
| #          | Naam                  | Land       | Punten     |
| ---------- | --------------------- | ---------- | ---------- |
| 1          | Ryoyu Kobayashi       | JPN        | 302,0      |
| 2          | Halvor Egner Granerud | NOR        | 299,2      |
| 3          | Robert Johansson      | NOR        | 298,6      |
| 4          | Marius Lindvik        | NOR        | 296,3      |
| 5          | Karl Geiger           | GER        | 295,9      |
| 6          | Lovro Kos             | SLO        | 289,5      |
| 7          | Markus Eisenbichler   | GER        | 281,1      |
| 8          | Daniel Huber          | AUT        | 269,0      |
| 9          | Stephan Leyhe         | GER        | 266,8      |
| 10         | Gregor Deschwanden    | SUI        | 262,6      |

### Garmisch-Partenkirchen
| Uitslag | Uitslag               | Uitslag | Uitslag           | Uitslag | Uitslag |
| #       | Naam                  | Land    | Sprongen          | Punten  |         |
| ------- | --------------------- | ------- | ----------------- | ------- | ------- |
| 1       | Ryoyu Kobayashi       | JPN     | 143,0 m – 135,5 m | 291,2   |         |
| 2       | Markus Eisenbichler   | GER     | 141,0 m – 143,5 m | 291,0   |         |
| 3       | Lovro Kos             | SLO     | 135,5 m – 138,0 m | 286,0   |         |
| 4       | Marius Lindvik        | NOR     | 138,0 m – 138,0 m | 283,7   |         |
| 5       | Jan Hörl              | AUT     | 134,0 m – 132,0 m | 274,9   |         |
| 6       | Yukiya Sato           | JPN     | 132,5 m – 130,0 m | 267,9   |         |
| 7       | Karl Geiger           | GER     | 130,0 m – 127,5 m | 265,0   |         |
| 8       | Halvor Egner Granerud | NOR     | 128,0 m – 140,5 m | 264,2   |         |
| 9       | Timi Zajc             | SLO     | 137,0 m – 127,5 m | 264,1   |         |
| 10      | Stephan Leyhe         | GER     | 128,0 m – 136,5 m | 263,7   |         |

| Klassement | Klassement            | Klassement | Klassement |
| #          | Naam                  | Land       | Punten     |
| ---------- | --------------------- | ---------- | ---------- |
| 1          | Ryoyu Kobayashi       | JPN        | 593,2      |
| 2          | Marius Lindvik        | NOR        | 580,0      |
| 3          | Lovro Kos             | SLO        | 575,5      |
| 4          | Markus Eisenbichler   | GER        | 572,1      |
| 5          | Halvor Egner Granerud | NOR        | 563,4      |
| 6          | Karl Geiger           | GER        | 560,9      |
| 7          | Robert Johansson      | NOR        | 559,8      |
| 8          | Stephan Leyhe         | GER        | 530,5      |
| 9          | Jan Hörl              | AUT        | 527,3      |
| 10         | Daniel Huber          | AUT        | 526,1      |

### InnsbruckBischofshofen
| Uitslag | Uitslag               | Uitslag | Uitslag           | Uitslag | Uitslag |
| #       | Naam                  | Land    | Sprongen          | Punten  |         |
| ------- | --------------------- | ------- | ----------------- | ------- | ------- |
| 1       | Ryoyu Kobayashi       | JPN     | 137,0 m – 137,5 m | 291,3   |         |
| 2       | Marius Lindvik        | NOR     | 137,5 m – 135,5 m | 286,6   |         |
| 3       | Halvor Egner Granerud | NOR     | 135,5 m – 135,5 m | 282,4   |         |
| 4       | Karl Geiger           | GER     | 133,0 m – 136,0 m | 280,8   |         |
| 5       | Manuel Fettner        | AUT     | 137,0 m – 132,5 m | 273,1   |         |
| 5       | Jan Hörl              | AUT     | 138,0 m – 132,5 m | 273,1   |         |
| 7       | Robert Johansson      | NOR     | 133,0 m – 135,0 m | 270,4   |         |
| 8       | Markus Eisenbichler   | GER     | 130,0 m – 140,5 m | 270,3   |         |
| 9       | Michael Hayböck       | AUT     | 130,5 m – 131,5 m | 267,1   |         |
| 10      | Yukiya Sato           | JPN     | 137,0 m – 126,5 m | 262,9   |         |

| Klassement | Klassement            | Klassement | Klassement |
| #          | Naam                  | Land       | Punten     |
| ---------- | --------------------- | ---------- | ---------- |
| 1          | Ryoyu Kobayashi       | JPN        | 884,5      |
| 2          | Marius Lindvik        | NOR        | 866,6      |
| 3          | Halvor Egner Granerud | NOR        | 845,8      |
| 4          | Markus Eisenbichler   | GER        | 842,4      |
| 5          | Karl Geiger           | GER        | 841,7      |
| 6          | Robert Johansson      | NOR        | 830,2      |
| 7          | Lovro Kos             | SLO        | 819,4      |
| 8          | Jan Hörl              | AUT        | 800,4      |
| 9          | Yukiya Sato           | JPN        | 783,6      |
| 10         | Daniel Huber          | AUT        | 783,1      |

### Bischofshofen
| Uitslag | Uitslag               | Uitslag | Uitslag           | Uitslag | Uitslag |
| #       | Naam                  | Land    | Sprongen          | Punten  |         |
| ------- | --------------------- | ------- | ----------------- | ------- | ------- |
| 1       | Daniel Huber          | AUT     | 136,0 m – 137,0 m | 286,8   |         |
| 2       | Halvor Egner Granerud | NOR     | 136,5 m – 136,0 m | 282,4   |         |
| 3       | Karl Geiger           | GER     | 140,5 m – 132,0 m | 281,9   |         |
| 4       | Yukiya Sato           | JPN     | 139,0 m – 134,5 m | 281,1   |         |
| 5       | Ryoyu Kobayashi       | JPN     | 133,5 m – 133,5 m | 277,8   |         |
| 6       | Robert Johansson      | NOR     | 133,0 m – 135,0 m | 277,7   |         |
| 7       | Jan Hörl              | AUT     | 130,0 m – 136,0 m | 275,3   |         |
| 8       | Markus Eisenbichler   | GER     | 133,0 m – 134,0 m | 275,2   |         |
| 9       | Lovro Kos             | SLO     | 132,0 m – 144,0 m | 273,6   |         |
| 10      | Marius Lindvik        | NOR     | 126,0 m – 139,0 m | 271,5   |         |

| Klassement | Klassement            | Klassement | Klassement |
| #          | Naam                  | Land       | Punten     |
| ---------- | --------------------- | ---------- | ---------- |
| 1          | Ryoyu Kobayashi       | JPN        | 1.162,3    |
| 2          | Marius Lindvik        | NOR        | 1.138,1    |
| 3          | Halvor Egner Granerud | NOR        | 1.128,2    |
| 4          | Karl Geiger           | GER        | 1.123,6    |
| 5          | Markus Eisenbichler   | GER        | 1.117,6    |
| 6          | Robert Johansson      | NOR        | 1.107,9    |
| 7          | Lovro Kos             | SLO        | 1.093,0    |
| 8          | Jan Hörl              | AUT        | 1.075,7    |
| 9          | Daniel Huber          | AUT        | 1.069,9    |
| 10         | Yukiya Sato           | JPN        | 1.064,7    |